# Zygfryd Szołtysik
Zygrfryd Ludwik Szołtysik (Trockenberg, Németország, 1942. október 24. –) olimpiai bajnok lengyel labdarúgó-középpályás.

## Pályafutása

### Klubcsapatokban
A profi pályafutása nagy részét a lengyel rekordbajnok Górnik Zabrzénél töltötte. A klubbal több lengyel bajnokságot és kupát nyert. 1970-ben a Kupagyőztesek Európa-kupája döntőjében szerepelt, de a Zabrze 2–1-re kikapott a Manchester Citytől. A Valenciennesben eltöltött időszaka nem volt különösebben sikeres, így már egy szezon után visszatért a Górnik Zabrzébe. Itt további három sikeres idényt töltött, majd 1978-ban a másodosztályú Górnik Knurówhoz igazolt. 1984-ben befejezte a profi pályafutását. 1986 és 1990 között ismét játszott, de amatőrként az SC Eintracht Hamm és az SVA Bockum-Hövel csapatában.

### A válogatottban
1963 és 1972 között összesen 46 alkalommal játszott a lengyel válogatottban, és 10 gólt szerzett. Legnagyobb eredménye az  1972-es müncheni olimpián elért aranyérem. Nem sokkal ezután befejezte a válogatott pályafutását.

## Statisztika

### A válogatottban
| 1963     | 3  | 2  |
| 1964     | 2  | 1  |
| 1965     | 4  | 0  |
| 1966     | 2  | 0  |
| 1967     | 5  | 1  |
| 1968     | 3  | 0  |
| 1969     | 6  | 0  |
| 1970     | 8  | 4  |
| 1971     | 6  | 1  |
| 1972     | 7  | 1  |
| Összesen | 46 | 10 |

## Sikerei, díjai
Lengyelország
- Olimpiai játékok
  - aranyérmes: 1972, München

 Górnik Zabrze
- Kupagyőztesek Európa-kupája (KEK)
  - döntős: 1969–70

## Fordítás
- Ez a szócikk részben vagy egészben  a   Zygfryd Szołtysik című német Wikipédia-szócikk ezen változatának fordításán alapul.  Az eredeti cikk szerkesztőit annak laptörténete sorolja fel. Ez a jelzés csupán a megfogalmazás eredetét és a szerzői jogokat jelzi, nem szolgál a cikkben szereplő információk forrásmegjelöléseként.